# Sale el Sol (singel)
Sale el Sol – rockowy singiel kolumbijskiej piosenkarki Shakiry. Jest to druga piosenka z jej kolejnego studyjnego albumu pt. Sale el Sol (2010). Singiel został wydany 4 stycznia 2011 roku w formacie digital download. Piosenka została ogłoszona jako drugi oficjalny singiel 6 listopada 2010 roku.
Premiera teledysku do singla odbyła się 8 lutego 2011 roku na portalu YouTube.

## Lista utworów
1. „Sale el Sol” – 3:23